# Утоплена
«Майська ніч, або Утоплена» — лірично-фантастична опера на три дії (чотири картини) українського композитора Миколи Лисенка. Лібрето написане українським письменником і драматургом Михайлом Старицьким за мотивами оповідання Гоголя «Травнева ніч» або «Утоплена» зі збірки «Вечори на хуторі біля Диканьки».

## Походження, історія та характеристики
Відразу після виходу остаточної версії своєї першої опери на гоголівську тему — Різдвяна ніч (1883), Микола Лисенко звернувся до ще однієї новели Гоголя з тієї ж збірки. Лібрето до «Травневої ночі» (як і до попередніх опер Лисенка) підготував драматург Михайло Старицький, а очолювана ним мандрівна театральна трупа вперше поставила оперу.
Як і інші опери та оперети Лисенка цього періоду, музика «Утопленої» базується переважно на фольклорному натхненні, вона має пісенний характер в сольних та хорових партіях, мелодії та ритми — на українській народній музиці. Рівень складності оперних партій та супроводу відповідає засобам, які мав мандрівний і лише нещодавно професіоналізований театр Старицького; партитура, зрештою, вказує на ряд варіантів, які можна використовувати відповідно до таланту співаків. Однак на відміну від Різдвяної ночі, цього разу лібретист і композитор зберіг цілком казкову, фантастичну атмосферу шедевра Гоголя.
Вперше поставлена трупою М.Старицького (режисер - М. Кропивницький) у грудні 1884 року у Харкові. На театральній сцені вперше - 14 (2 січня) 1885 року в Одеському оперному театрі за участі Марії Заньковецької, Михайло Садовського, Марка Кропивницького та Панас Саксаганського, декорації готував Італ Сарті, композитор також був присутній на репетиціях. Про прем'єру газета «Одеський журнал» писала: «Новітня малоросійська оперета „Утоплена“ мала великий успіх і, без сумніву, буде видатною новиною сезону. Викликам і оплескам, якими публіка наділила виконавців, автора лібрето Старицького, композитора М. Лисенка і декоратора Сарті, не було кінця. П'єса справді була обставлена надзвичайно мило і пройшла з тією жвавістю, яка характерна для трупи Старицького.» Оперу також виконували українські мандрівні трупи, такі як ансамбль М. Садовського, який вперше виконав її в Києві в 1895 р. та трупа П. Саксаганського.
Перший постійно діючий театр, заснований М. Садовським у Києві в 1907 р., Вперше поставив Утоплену у 1913 р. У головній ролі виступила відома співачка Марія Литвиненко-Вольгемут, і Утоплена стала (разом з Наталкою Полтавкою) однією з найпопулярніших постановок, з прем'єри у вересні по лютий 1914 року її виконували 15 разів. Вона не зникла зі сцен навіть пізніше, наприклад, 28 липня 1919 р. цією оперою відкрили новозаснований Театр музичної драми в Києві.
Як і інші опери Лисенка, Утоплена зазнала низки неавторських переробок з 1930-х років, які мали пристосувати невибагливу партитуру до набагато більших можливостей великих професійних оперних театрів. У 1937 році вона була перероблена в «велику оперу» для Одеського театру — за ініціативою режисера В. Манзії та диригента С. Столермана — хормейстером і композитором П. Толшаковим. Він здійснив оркестрування партитури й завершив у 1-му акті картину української ночі, у 3-й симфонічній картині — марш Голови, а крім того, додав абсолютно новий 4-й акт — весілля Гали та Левки. Більшого поширення набула нова редакція, трохи більш вірна М. Вериківського в плані музики та М. Рильського в плані тексту, прем'єра якої відбулася в Києві 2 вересня 1950 р.
За межами України більш відомою є однойменна опера на той сами гоголівський сюжет Миколи Андрійовича Римського-Корсакова під назвою «Травнева ніч» (1880).

## Дійові особи
- Левко, молодий козак — тенор
- Галя, його кохана — ліричне сопрано
- Горпина — меццо-сопрано
- Голова, міський голова, батько Левка — бас
- Писар — баритон
- Винник — бас
- Каленик — бас
- Панночка (Утоплена) — драматичне сопрано
- Русалки, подружки нареченої, хлопчики та дівчатка

## Сюжет

### Дія 1
(Село в Україні: хати Ганна та Голови)
Темніє, а дівчата та хлопці повертаються з поля після роботи; вони також домовляються про вечірні прогулянки (хор «Туман хвилями лягає). Левко приїжджає на коні й з нетерпінням чекає зустрічі з коханою Галею (пісня Левка «Ой, ти місяцю-зоре). Коли він приїжджає до її котеджу, він приваблює її своєю піснею (речитатив, серенада ««Нічка спускається», арія «Не лякайся і не гайся»). Коли дівчина не виходить, він удає, що назавжди прощається з нею, і Галя нарешті вибігає і запевняє Левка, що вона думає лише про нього (Козаченьку милий). Обидвоє зізнаються у коханні (дует ««Дівчино кохана»)
Левко розповідає Галі історію напівзруйнованого котеджу з іншого боку ставу (Балада «Давно в тім будинку»). Колись у ньому жив сотник і його прекрасна дочка, але він взяв на старості молоду жінку, яка заздрила його дочці, й була до того ж відьмою. За дівчиною часто спостерігав зловісний чорний кіт; одного разу дівчина набралася мужності й напала на кота з ножем, відрізавши йому лапу. За мить вона виявила безруку мачуху. Сотник прокляв дочку і вигнав його з дому. Дівчина потонула в горі у ставку і стала королевою душ потонулих дівчат і врешті-решт зуміла забрати у воду і мачуху, але вона змінилася настільки, що потонула дівчина не змогла впізнати її серед своїх супутниць.
Незабаром настає вечірня прогулянка. П'яний Каленик спотикається, виходячи з трактиру (Пісня «Коли б мені зранку), п’яного його відправляють до хати Голови. Коли всі розходяться, Левко стає непоміченим свідком того, як його батько — Голова села, залицяється до Галі, і ніколи не погодиться на її шлюб із Левком (Тріо «Боже, що ж мені почати). Левко дуже злий і просить про допомогу своїх друзів, які також обурені тим, що такий запліснявілий старець залицяється до молодої дівчини (Фінал).
| Інтродукція |                                                       |
| № 1         | Хор «Туман хвилями лягає»                             |
| № 2         | Пісня (Левко) «Ой, ти місяцю-зоре»                    |
| № 3         | Речетатив і Серенада (Левко) «Нічка спускається»»     |
| № 4         | Арія (Левко) «Не лякайся і не гайся»                  |
| № 5         | Кантилена (Галя) «Галі Козаченьку милий»              |
| № 6         | Дует (Галя і Левко) «Дівчино кохана»                  |
| № 7         | Баллада (Левко) «Давно в тім будинку»»                |
| № 8         | хор «Туман яром»                                      |
| № 9         | парубочий хор «Туман яром котиться»                   |
| № 10        | жіночий хор (Троїцька) «Ой зав’ю вінки»               |
| № 11        | Пісня Каленика «Коли б мені зранку горілочки склянку» |
| № 12        | Тріо (Галя, Левко, Голова) «Боже, що ж мені почати»   |
| № 13        | Фінал (Левко, парубочий хор «А в нашого Голови»)      |

### Дія 2
Переважають комедійно-побутові сцени. Писар залицяється до Горпини, проте невдало ("нащо мені старший шут"). Голова скаржиться на свою жінку Виннику, Горина це чує і між ними виникає сварка, сповнена колоритних мовних зворотів. З'являються парубки, яких Левко підговорив поглузувати з Голови ("А в голови нашого села та й головиха була"). У заключній сцені голова лютує, погрожує наскаржитись комісару й наказує соцьким схопити парубків, проте соцькі не проявляють належної рішучості, а парубки продовжують глузувати з Голови ("сибирний та бензеокий дід").           
| Антракт       | |
| Перша картина | |
| № 14          | пісні Горпини «Ой, не вийду я на морижок» і «Доки ж мені журитися»                                         |
| № 15          | Пісня-романс (Писар) «Горпино Стахівно, горить»                                                            |
| № 16          | Пісня (Писар) «Як вступив я в цю світлицю»                                                                 |
| № 17          | Дует (Писар і Горпина) «Ой, капусто, ой, розсадо моя»                                                      |
| № 18          | Терцет (Голова, Винник, Горпина) «В мене жінка, ой, біда»                                                  |
| № 19          | Парубочий хор «А в нашого Голови» (повтор № 13)                                                            |
| № 20          | Фінал першої картини (Голова, Писар, Винники, Каленик, Горпина, подруги нареченої) «Свят! Свят! Це зовиця» |
| Друга картина | |
| № 21          | Левко і парубочий хор «А в голови з нашого села»                                                           |
| № 22          | Парубочий хор «Ой гоп, таки так!»                                                                          |
| № 23          | Фінал другої дії                                                                                           |

### Дія 3
(Біля руїн будинку сотника) 
Левко скаржиться на тяжку долю ("ой не спиться не лежиться") і йде до озера, де зустрічається з Панночкою-утопленицею. Вона просить знайти серед русалок її мачуху. Русалки грають у "Ворону" і в цей час Левкові вдається розпізнати мачуху-відьму, русалки кидаються на неї і топлять у ставку.  Панночка йому дякує і пророкує, що покращення його долі принесе лист. 
У фіналі - розгорнута сцена: на тлі пісні "Гомін, гомін" Левко повертається додому, Голова вже отримав лист Комісара і визнає що "так начальство... ніде дітись...", писар натякає Горпині, що "так все сталось як жадали" і тоді Левко заявляє Галі, що "Бог зглянувсь над нами, на чесний шлюб отець благословив". Опера закінчується прославним хором "слава нашим молодятам".       
| № 24 | Інтродукція та пісня Левка «Ой, не спиться й не лежиться»                             |
| № 25 | Чарівний сон «Ой, місяцю ясний»                                                       |
| № 26 | Русалчин хор «Вже місяць над нами високо»                                             |
| № 27 | Танок русалчин «Ох і глупої пори»                                                     |
| № 28 | Сцена й арія (гра у ворона і остання арія Панночки) «я вільна рибчина»                |
| № 29 | Фінал, (дівочий, парубочий хор, Левко, Галя, Голова, Писар, Горпина, Винник, Каленик) |
| № 30 | Сцена заручин «Батько нас благословляє», хор «Честь тобі, Голово, й слава!»           |
| № 31 | Фінальний прославний хор «Слава нашим молодятам!»                                     |